# Salwa Fawzi El-Deghali

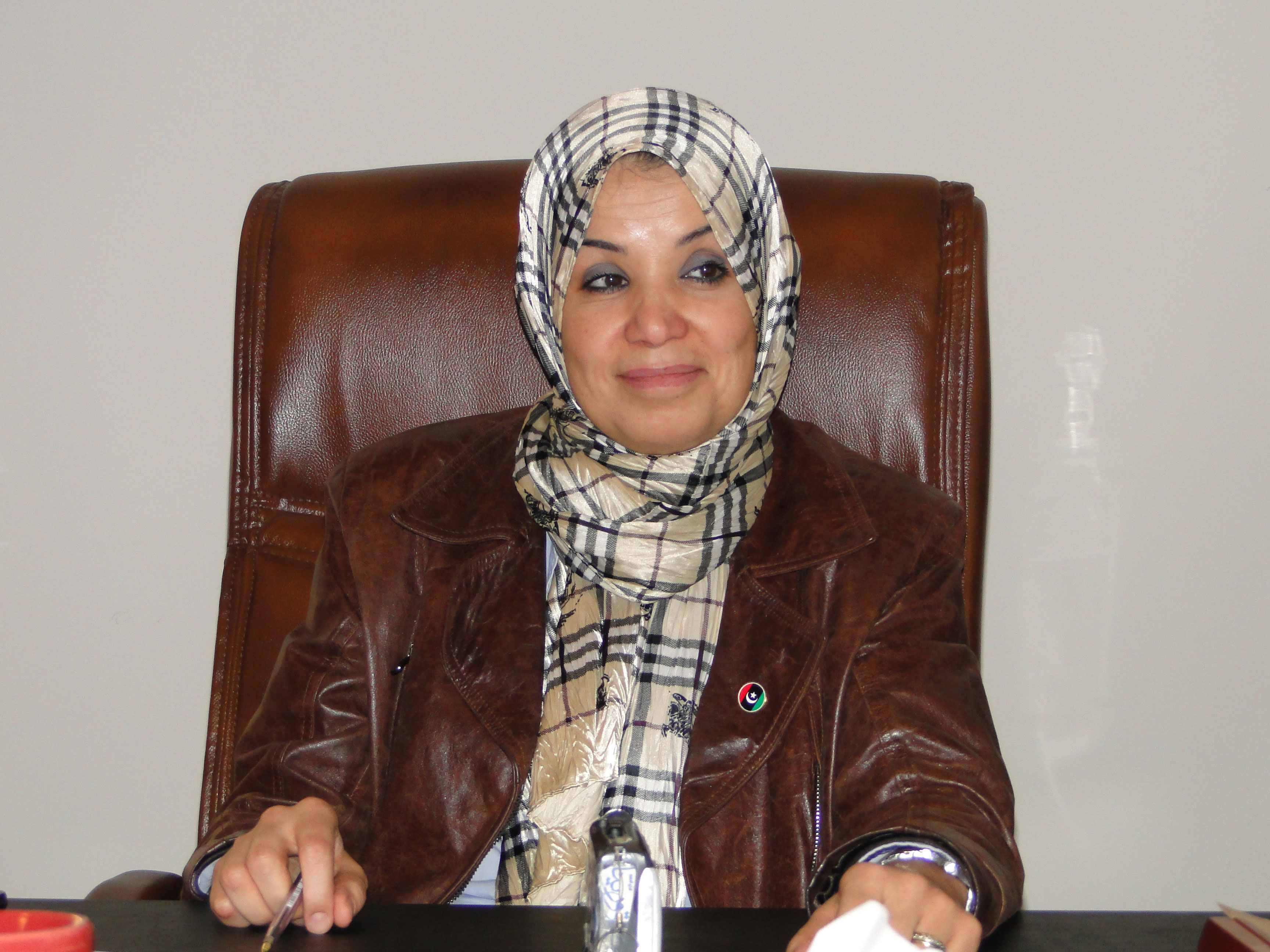
Salwa Fawzi El-Deghali (2011)

Salwa Fawzi El-Deghali (arabisch سلوى فوزي الدغيلي, DMG Salwā Fauzī ad-Diġailī, * in Bengasi) ist eine libysche Rechtswissenschaftlerin, die Mitglied des Nationalen Übergangsrates war.
El-Deghali promovierte zum PhD in Verfassungsrecht und lehrte vor Ausbruch des libyschen Bürgerkriegs 2011 an der „Academy of Graduate Studies“ in Bengasi.
Im Übergangsrat war sie Vertreterin der Frauen und als einzige von drei Frauen im Übergangsrat namentlich bekannt. Sie geht aber davon aus, dass Frauen zukünftig einen festen Bestandteil der Regierung ausmachen werden.
Zudem stand sie dem Komitee für Rechtsangelegenheiten vor. Dieses war in erster Linie dafür zuständig, eine stabile Regierung aufzubauen, Gesetze für die Übergangsperiode zu schreiben und die offiziellen Wahlen vorzubereiten. Zudem ermittelte es wegen des Verdachts auf Kriegsverbrechen gegen Truppen von Muammar al-Gaddafi und arbeitete dabei mit dem Internationalen Strafgerichtshof zusammen.